# Percina aurantiaca
Percina aurantiaca är en fiskart som först beskrevs av Edward Drinker Cope, 1868.  Percina aurantiaca ingår i släktet Percina och familjen abborrfiskar. Inga underarter finns listade i Catalogue of Life.